# Judy Collins
Judith Marjorie Collins (Seattle, 1 mei 1939) is een Amerikaanse singer-songwriter.
Zij is begonnen als folk-artiest in de jaren zestig, maar ging in de jaren zeventig over op het meer populaire MOR-genre ("middle of the road", gangbare melodieuze popmuziek met eventueel orkestbegeleiding). Ze zong vooral covers en had ook enkele successen in België en Nederland, onder andere met Joni Mitchells "Both sides now" (1967) en Stephen Sondheims "Send In the Clowns" (1975, afkomstig van haar album Judith). In 1970 had ze ook succes met de traditional "Amazing Grace". Het lied "Suite: Judy blue eyes" van Stephen Stills is aan haar gewijd.
Ze heeft zich in de loop van de jaren ingezet voor de rechten van de mens, voor UNICEF en de strijd tegen landmijnen.

## NPO Radio 2 Top 2000
| Nummer met noteringen in de NPO Radio 2 Top 2000 | '99  | '00 | '01  |
| ------------------------------------------------ | ---- | --- | ---- |
| Send in the Clowns                               | 1748 | -   | 1871 |

1. ↑  Een '-' betekent dat het nummer niet was genoteerd en een vetgedrukt getal geeft de hoogste notering aan.
2. ↑  Deze tabel is bijgewerkt tot en met de laatste editie (2024).

- Bibsys: 8039024
- Biblioteca Nacional de España: XX6275826
- Bibliothèque nationale de France: cb13932923c (data)
- CiNii: DA09398642
- Gemeinsame Normdatei: 118871579
- International Standard Name Identifier: 0000 0001 0964 2382
- Library of Congress Control Number: n81100647
- MusicBrainz: 06f9c474-0547-40fc-be3d-1ae6ce38abd7
- Nationale Bibliotheek van Tsjechië: xx0105553
- Nationale bibliotheek van Australië: 35103041
- Nationale Bibliotheek van Israël: 987007421581205171
- Nationale Bibliotheek van Polen: a0000003540558
- Nationale en Universitaire bibliotheek Zagreb: 000691212
- Nederlandse Thesaurus van Auteursnamen: 070698953
- Réseau des bibliothèques de Suisse occidentale: 02-A014075424
- SNAC: w6gx50r7
- Système universitaire de documentation: 154928976
- Virtual International Authority File: 35254302
- WorldCat: E39PBJx4rfrBCbVfjcbFdp8V4q